# 膜钻毛蕨
膜钻毛蕨（学名：Davallodes membranulosa）为骨碎补科钻毛蕨属下的一个种。